# Angela Aames
Angela Aames (* 27. Februar 1956 in Pierre, Süddakota; † 27. November 1988 in West Hills, Los Angeles), eigentlich Lois Marie Tlustos, manchmal auch Angela Haugland, war eine US-amerikanische B-Movie-Schauspielerin.

## Schauspielkarriere
Ihre erste Filmrolle bekam Angela Aames 1978 als „Little Bo Guck“ in dem Erwachsenenfilm Fairy Tales. In H.O.T.S. (1979) spielte sie die Rolle der Linda „Boom-Boom“ Bangs.
Danach war sie in den Filmen Marbles (1981), Scarface (1983), Bachelor Party (1984), Drei Engel auf der Todesinsel (1984), Basic Training (1985) und Shopping (1986) zu sehen. Aames hatte auch einige Fernsehauftritte in Serien wie Cheers (1982), Ein Colt für alle Fälle (1982) und Harrys wundersames Strafgericht (1985).
1983 spielte sie in Cinemax Likely Stories eine 24 Meter große Riesin. Auch in Jim Wynorskis Fantasy-Abenteuer-Film Lost Empire (1984) hatte Aames eine kleine Nebenrolle.

## Tod
Am 27. November 1988 wurde sie im Alter von 32 Jahren tot im Haus einer Freundin in West Hills, San Fernando Valley, aufgefunden. Der Gerichtsmediziner entschied, dass ihr Tod auf eine Verschlechterung der Herzmuskel zurückzuführen war, die wahrscheinlich durch ein Virus verursacht worden war.

## Filmografie (Auswahl)
- 1978: Fairy Tales
- 1979: American Teens: H.O.T.S. (American Teens)
- 1979: Angie (Fernsehserie, 1 Folge)
- 1980: Mork vom Ork (Mork & Mindy, Fernsehserie, 1 Folge)
- 1979–1981: B.J. und der Bär (B.J. und der Bär, Fernsehserie, 5 Folgen)
- 1980: So ein Team gibt’s nicht noch einmal (The Comeback Kid)
- 1980: Moviola – Marilyn: Die Geburt einer Legende (This Year’s Blonde)
- 1981: Kesse Bienen auf der Matte (...All the Marbles)
- 1982: Cheers (Fernsehserie, 1 Folge)
- 1983: Love Boat (The Love Boat, Fernsehserie, 1 Folge)
- 1983: Scarface (alternativ auch: Scarface: Toni, das Narbengesicht)
- 1983: Automan (Fernsehserie, 1 Folge)
- 1984: Drei Engel auf der Todesinsel (The Lost Empire)
- 1984: Bachelor Party
- 1984–1986: Ein Colt für alle Fälle (The Fall Guy, Fernsehserie, 2 Folgen)
- 1985: Bombenstimmung im Hauptquartier (Basic Training)
- 1985: Unter Brüdern (Brothers, Fernsehserie, 1 Folge)
- 1985: Hardcastle & McCormick (Hardcastle and McCormick, Fernsehserie, 1 Folge)
- 1985–1987: Harrys wundersames Strafgericht (Night Court, Fernsehserie, 4 Folgen)
- 1986: Shopping (Chopping Mall)
- 1987: The Dom DeLuise Show (Fernsehserie, 1 Folge)
- 1988: Flex